# Корволант
Корволант (фр. corps volant — «летучий корпус») — первый корпус в вооружённых силах России, создан Петром I в 1701 году как общевойсковое соединение (временное) из конницы, пехоты, перевозимой на лошадях, и лёгкой артиллерии; предназначался для действий в тылу противника, перехвата его коммуникаций, его преследования и уничтожения.
Должен был быть способен самостоятельно решать стратегические задачи в отрыве от основных сил. В. Артамонов считает, что корволант продолжает старую русско-тюркскую традицию создания летучего отряда — «ертаула», в который набирались всадники, отличавшиеся особой храбростью, военным умением и решительностью, и который не имел обоза. Ещё при Иване Грозном в состав русского войска входили конные стрельцы, которые использовали лошадей в основном для перемещения, а бой вели в пешем строю. Фактически это была пехота, посаженная на лошадей.

## Воинский устав Петра I
Воинский устав Петра I (1716) определяют состав, численность, организация и назначение корволанта:
«Корволант (сиречь легкий корпус) которое либо тако уже было или от великой армеи в несколько тысячах нарочно отдеташовано (или отделено) бывает и отдается к некоторому делу в команду Генералу, либо у неприятеля для пресекание или отнимание пасу, или оному в тыл итти, или в его землю впасть и чинить диверсию.

Такие корпусы называются Корволант, который состоит от 6000 до 7000 рядовых. И таким способом может оный всюду поворачиваться без тягости, и на неприятельские дела примечать добрым поведением, который сочиняется не токмо от кавалерии одной, но притом употребляем бывает и инфантерия с лёгкими пушками, смотря случая и места положения.
A егда бывает малые деташементы командрованные из полков, либо чинити какой поиск, или наряжены бывают для конвоя, и к таким штандартов, знамён и пушек не дается».

## Боевое применение
В кампании 1705 года в Курляндии корволант под началом генерал-фельдмаршала Б. П. Шереметева потерпел поражение от А. Л. Левенгаупта при Гемауертгофе.
В 1706 году союзная русско-польско-саксонская армия, в состав которой входил «летучий корпус» А. Д. Меншикова (9 тыс. драгун), нанёсла поражение шведскому корпусу генерала Мардефельта при Калише.
В бою у деревни Лесная (1708 год) корволант под началом самого царя Петра I (6795 конницы и 4830 пехоты) нанёс поражение шведскому корпусу генерала А. Л. Левенгаупта, шедшему на соединение с армией Карла XII из Лифляндии. При Лесной шведы потеряли треть всего своего войска убитыми и пленными, все пушки и 44 знамени.
А. А. Керсновский называет корволантом корпус А. Д. Меншикова численностью 9000 человек, принудивший к сдаче остатки шведской армии у Переволочной после Полтавской битвы (1709).

## Состав

### При Гемауертгофе[4](1705)
- Пехота — бригада генерал-поручика А. А. фон Шембека, вверенная генерал-майору И. И. Чамберсу и посаженная на лошадей[5]:
  - пехотный полк Шенбека
  - пехотный полк Ланга
  - пехотный полк Повиша
- Конница (генерал-поручик Г. фон Розен):

Бригада генерал-майора Р. Х. Баура
- - драгунский полк Р. Х. Баура
  - драгунский полк князя П. Мещерского
  - драгунский полк князя Г. С. Волконского

Бригада полковника Ивана Игнатьева
- - драгунский полк Ивана Игнатьева
  - драгунский полк Г. Сухотина
  - драгунский полк князя Богдана Гагарина

Бригада полковника Семёна Кропотова
- - драгунский полк Семёна Кропотова
  - драгунский полк Николая Ифлянта
  - драгунский полк Василия Григорова
- Выборный шквадрон фельдмаршала (подполковник Болдин)
- Иррегулярная башкирская конница (250 человек, полковник Андрей Войков)
- Татары (50 человек)
- Артиллерия — 16 орудий.

Итого, личного состава: 9 500 человек конницы (драгуны) и 2 500 человек инфантерии.

### При Лесной(1708)
- Пехота
  - Лейб-регимент — 604\504
  - Ингерманландский полк — 1610\1510
  - Преображенский полк — 1556\1456
  - Семёновский полк — 1664\1556
  - Батальон Астраханского полка — 319\300
- Конница
  - Невский драгунский полк — 786\636
  - Владимирский драгунский полк — 914\814
  - Тверской драгунский полк — 779\679
  - Сибирский драгунский полк — 702\814
  - Ростовский драгунский полк — 767\602
  - Нижегородский драгунский полк — 753\667
  - Троицкий драгунский полк — 839\653
  - Смоленский драгунский полк — 888\739
  - Вятский драгунский полк — 769\788

## После Северной войны
в 1761-м состоял в лёгком корпусе при генерале Берге и был под Бригом, при сражении бреславльском с генералом Кноблохом и разных шармицелях, на сражении близ Штригау, при Грос- и Клейн-Вандриссе, где предводил крылом и две тысячи российского войска.— Суворов А. В. Автобиография